# Montigny-aux-Amognes
Montigny-aux-Amognes là một xã của tỉnh Nièvre, thuộc vùng Bourgogne-Franche-Comté, miền trung nước Pháp.